# Zero the Box
Zero the Box è un album di Renato Zero del 2004 contenente gli album: No! Mamma, no!, Invenzioni, Trapezio, Zerofobia, Zerolandia e EroZero.

## Tracce
Tutti i brani contenuti negli album degli anni settanta sopra elencati:
- No! Mamma, no! (1973)
- Invenzioni (1974)
- Trapezio (1976)
- Zerofobia (1977)
- Zerolandia (1978)
- EroZero (1979)